# Samuel Dalembert
Pour les articles homonymes, voir Dalembert.
Samuel Davis Dalembert, né le 10 mai 1981 à Port-au-Prince à Haïti, est un joueur haïtiano-canadien de basket-ball évoluant au poste de pivot.

## Biographie
Samuel Dalembert grandit et découvre le basket enfant à Port-au-Prince. Il délaisse alors le football, le sport le plus pratiqué en Haïti mais se heurte à la difficulté de trouver des terrains de basket en Haïti. Dès 13 ans, il se destine à une carrière aux États-Unis. Montréal est la première ville à l'accueillir en Amérique du Nord, il joue alors pour l'équipe de son Cégep. Il rallie ensuite les États-Unis et joue pour la St. Patrick's High School à Elizabeth dans le New Jersey. Il rejoint ensuite l'université américaine de Seton Hall pour évoluer avec l'équipe des Pirates de Seton Hall en NCAA.

## Saison par saison

### Sixers de Philadelphie (2001-2010)
Samuel Dalembert arrive dans la NBA en 2001, après avoir été drafté en 26e position par les 76ers de Philadelphie, et ce malgré un volume de jeu plutôt restreint du fait de sa récente passion pour le basket-ball (il a commencé à 15 ans). En tant que rookie, Dalembert ne parvient pas à s'imposer (5,2 minutes par match), en grande partie bloqué par la présence de Dikembe Mutombo, l'un des meilleurs pivots défensifs à l'époque.
Sa deuxième saison, Dalembert la passe sur le banc. En raison d'une blessure au genou quelques jours avant le début de la saison, il ne peut disputer le moindre match lors de cette saison, y compris lors des séries éliminatoires.
Sa troisième année est celle du déclic. En effet, Dalembert explose et se fait un nom, et une réputation de contreur. Il termine la saison à 8 points 7,6 rebonds et 2,3 contres de moyenne en 26,8 minutes par match.
Pour sa quatrième année dans la ligue, Samuel Dalembert est décevant. Il ne parvient pas à rééditer sa bonne saison de l'année précédente, et est peu apprécié du coach de l'époque, Jim O'Brien. Néanmoins, avec l'arrivée en fin de saison de Chris Webber, Dalembert parvient à retrouver son niveau de jeu et se prépare pour les playoffs. Philadelphie est dominé par les Pistons de Détroit qui remportent la série par 4 victoires à 1. Cependant, Dalembert fait preuve tout au long de cette série de sa capacité à progresser et à élever son niveau de jeu. En 5 matches, il tourne à 11,6 points (à 55,3 %), 12,8 rebonds et 1,4 contre.
La saison 2005-2006 est à nouveau un semi-échec, d'autant plus qu'après la signature de son nouveau contrat ($58M sur 6 ans), Dalembert est très attendu. Mais malgré l'excellent cinq majeur des Sixers (Iverson-Iguodala-Korver-Webber-Dalembert), Philadelphie peine, tout comme Samuel qui ne parvient pas à faire mieux que la saison passée.
Les rumeurs de transfert ne sont pas rares, pour Allen Iverson, Chris Webber et même Dalembert. L'équipe joue mal, elle perd et va droit dans le mur. Iverson est transféré, puis Webber, Andre Miller et Joe Smith arrivent et c'est une nouvelle saison qui commence. Dès lors, Samuel Dalembert a davantage de responsabilités, du fait de l'absence définitive des deux stars, mais aussi de sa progression. Auparavant un joueur limité offensivement, Dalembert se dote d'un panel offensif plus important, et possède même désormais un shoot fiable à 3-4 mètres. Son jeu change, ses stats s'en ressentent, 10,7 points, 8,9 rebonds, 1,9 contre en 30,9 minutes pour la saison 2006-2007, Dalembert fait tout simplement la meilleure saison de sa carrière.

### Kings de Sacramento (2010-Déc. 2011)

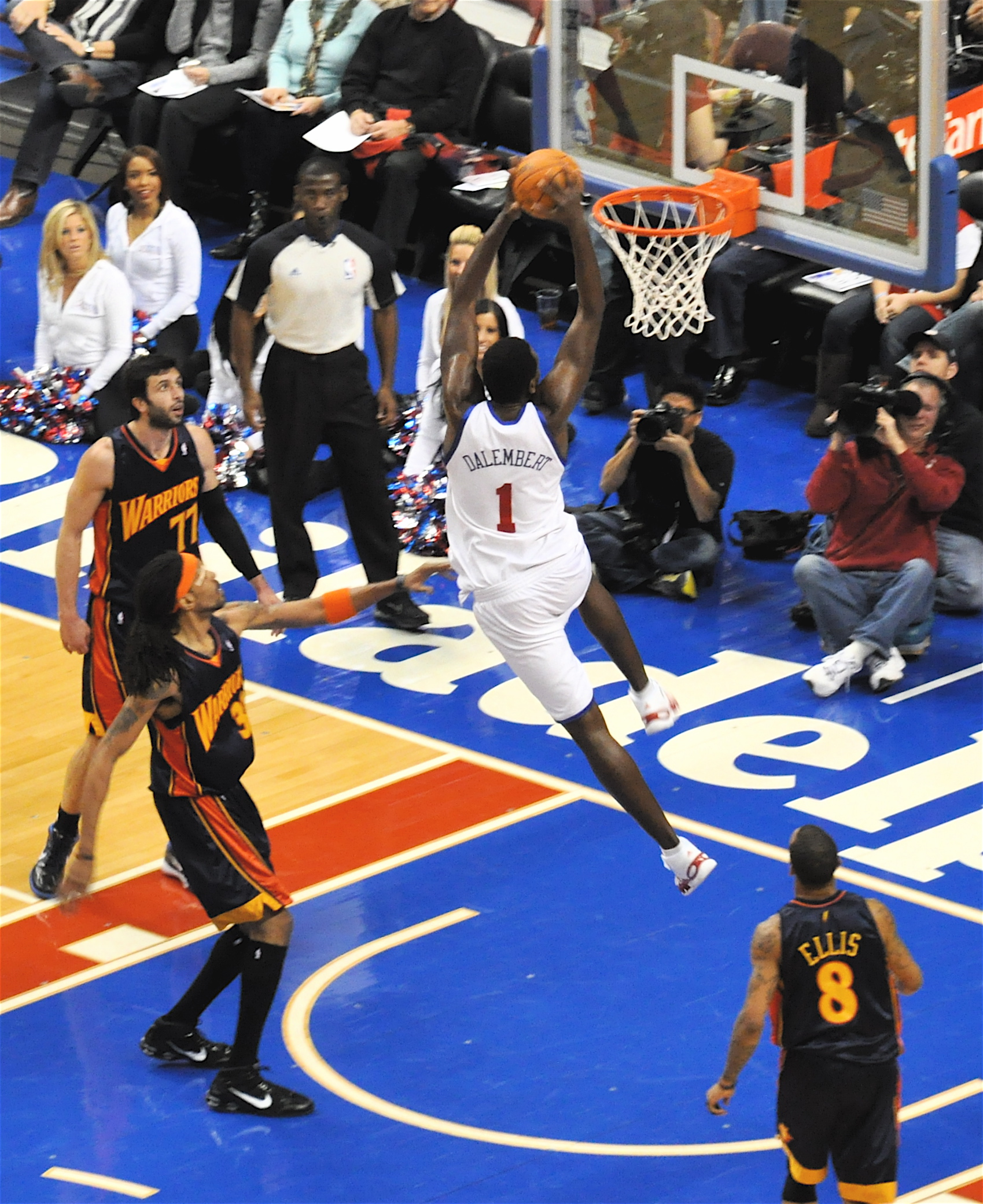
Samuel Dalembert en décembre 2009.

Pendant l'été 2010, Dalembert est transféré aux Kings de Sacramento en échange de Spencer Hawes et de Andres Nocioni, ce qu'il souhaitait depuis le début de la saison.

### Rockets de Houston (Déc. 2011-2012)
Le 26 décembre 2011, il signe en tant qu'agent libre avec les Rockets de Houston.

### Bucks de Milwaukee (2012-2013)
Le 27 juin 2012, il est transféré aux Bucks de Milwaukee, avec le 14e choix de la Draft 2012 de la NBA contre Jon Brockman, Jon Leuer, Shaun Livingston et le 12e choix de draft 2012.

### Mavericks de Dallas (2013-2014)
Le 19 juillet 2013, il signe avec les Mavericks de Dallas pour deux saisons.

### Knicks de New York (2014-Jan.2015)
Le 25 juin 2014, Dalembert, avec Shane Larkin, Wayne Ellington, José Manuel Calderón et deux seconds tours de Draft 2014 de la NBA, est transféré aux Knicks de New York en échange de Tyson Chandler et Raymond Felton. Le 5 janvier 2015, il est coupé par les Knicks.

### Mavericks de Dallas et départ de la NBA (2015-2017)
Le 25 juillet 2015, il revient chez les Mavericks de Dallas, avec qui il signe un contrat d'un an. Il n'y dispute cependant aucune rencontre.
En décembre 2015, il signe au club chinois des Shanxi Zhongyu.

## Records sur une rencontre en NBA
Les records personnels de Samuel Dalembert en NBA sont les suivants, :
| Type de statistique        | Saison régulière | Saison régulière           | Saison régulière | Playoffs | Playoffs             | Playoffs      |
| Type de statistique        | Record           | Adversaire                 | Date             | Record   | Adversaire           | Date          |
| -------------------------- | ---------------- | -------------------------- | ---------------- | -------- | -------------------- | ------------- |
| Points                     | 35               | @ Nuggets de Denver        | 5 février 2013   | 22       | Pistons de Détroit   | 25 avril 2008 |
| Paniers marqués            | 17               | @ Nuggets de Denver        | 5 février 2013   | 8        | Pistons de Détroit   | 25 avril 2008 |
| Paniers tentés             | 22               | @ Lakers de Los Angeles    | 26 février 2010  | 14       | 2 fois               | 2 fois        |
| Paniers à 3 points réussis | 1                | @ Heat de Miami            | 21 novembre 2012 | -        | -                    | -             |
| Paniers à 3 points tentés  | 1                | 12 fois                    | 12 fois          | -        | -                    | -             |
| Lancers francs réussis     | 9                | Nets du New Jersey         | 3 novembre 2007  | 6        | 2 fois               | 2 fois        |
| Lancers francs tentés      | 14               | Nets du New Jersey         | 3 novembre 2007  | 6        | 4 fois               | 4 fois        |
| Rebonds offensifs          | 11               | @ Warriors de Golden State | 20 mars 2009     | 6        | 2 fois               | 2 fois        |
| Rebonds défensifs          | 18               | @ Suns de Phoenix          | 4 janvier 2006   | 13       | @ Pistons de Détroit | 23 avril 2005 |
| Rebonds totaux             | 23               | @ Warriors de Golden State | 20 mars 2009     | 18       | @ Pistons de Détroit | 23 avril 2005 |
| Passes décisives           | 5                | @ Celtics de Boston        | 11 avril 2007    | 2        | Magic d'Orlando      | 24 avril 2009 |
| Interceptions              | 4                | 5 fois                     | 5 fois           | 1        | 9 fois               | 9 fois        |
| Contres                    | 9                | 2 fois                     | 2 fois           | 4        | 2 fois               | 2 fois        |
| Balles perdues             | 8                | 2 fois                     | 2 fois           | 4        | Pistons de Détroit   | 1er mai 2005  |
| Minutes jouées             | 54               | @ Mavericks de Dallas      | 14 janvier 2004  | 43       | Pistons de Détroit   | 1er mai 2005  |

- Double-double : 166 (dont 7 en playoffs)
- Triple-double : 0

## Pour approfondir
- Liste des meilleurs contreurs en NBA en carrière.